# Franco Albini
Franco Albini (Robbiate, 17 de octubre de 1905 - Milán, 1 de noviembre de 1977) fue un arquitecto italiano.
Ejerció su profesión en su ciudad natal, iniciándose como decorador de interiores y proyectista de muebles, y adhiriéndose al movimiento racionalista con un estilo muy personal. En 1939 proyectó el distrito de Filsi, en Milán, así como muchos otros edificios. A partir de 1945 se encargó del reajuste de los Museos del Palacio Rosso, en Génova (donde ha construido también el Museo del Tesoro de la catedral), y ha diseñado, asimismo, el palacio de la Rinascente (Roma, 1961).
En 1952 entró a formar parte del estudio Franca Helg, arquitecta con la cual Albini compartió sucesivos proyectos.

## Reconocimientos
Obtuvo numerosos premios y reconocimientos entre los que se mencionan:
- Tres veces el Premio Compasso d'Oro (1955, 1958, 1964);
- Premio Olivetti per l'Architettura (1957);
- Premio "Royal Designer for Industry", Royal Society de Londres (1971).